# Walthamstow
Walthamstow je samostatný městský obvod v East London, ve vzdálenosti 12,1 km severovýchodně od Charing Cross. Historicky patří do hrabství Essex. Od roku 1965 je Walthamstow součástí Velkého Londýna. První zmínka o Walthamstow je zaznamenána již v roce 1075 jako Wilcumestowe (Sídlo přivítání) a v Domesday Book (rukopis, ve kterém je zaznamenán tzv. Velký přehled o Anglii a části Walesu do roku 1086 na příkaz krále Viléma Dobyvatele, prvního normanského krále Anglie) jako Wilcumestou.